# رونالد سبيرز
رونالد سبيرز (بالإنجليزية: Ronald Speirs)‏ هو ضابط أمريكي، ولد في 20 أبريل 1920 في إدنبرة في المملكة المتحدة، وتوفي في 11 أبريل 2007 في سانت ماري في الولايات المتحدة.